# ベイビー・ユーアー・ア・リッチ・マン
「ベイビー・ユーアー・ア・リッチ・マン」（Baby, You're a Rich Man）は、ビートルズの楽曲である。1967年7月にシングル盤『愛こそはすべて』のB面曲として発売された。レノン＝マッカートニーの作品で、ジョン・レノンが書いた未完成の楽曲「One of the Beautiful People」に、ポール・マッカートニーが書いたコーラスを組み合わせた楽曲。シンセサイザーの前身にあたるモノフォニックシンセサイザーのクラヴィオラインが使用された楽曲として知られる。1967年5月11日にオリンピック・スタジオでレコーディングされ、ビートルズのセッションで一度もEMIレコーディング・スタジオが使用されなかった初の楽曲となった。
レノンが書いた歌詞は、1960年代に登場したヒッピーについての言及となっており、マッカートニーが書いたコーラスと合わせて、非物質的な富の普遍性について言及した楽曲となっている。なお、歌詞については、ビートルズのマネージャーであるブライアン・エプスタインに向けたものとする解釈も存在している。本作はキャピトル編集盤『マジカル・ミステリー・ツアー』に収録され、1968年に公開されたアニメ映画『イエロー・サブマリン』では曲の一部が使用された。
本作は、B面曲ながらBillboard Hot 100で最高位34位を記録し、『ローリング・ストーン』誌が発表した「100 Greatest Beatles Songs」で第68位にランクインした。楽曲発表後にファット・ボーイズやクーラ・シェイカーらによってカバーされたほか、2010年に公開された映画『ソーシャル・ネットワーク』のエンディングテーマとして使用された。

## 背景・曲の構成
「ベイビー・ユーアー・ア・リッチマン」は、レノンとマッカートニーが書いた2つの未完成の楽曲を、「ア・デイ・イン・ザ・ライフ」や「アイヴ・ガッタ・フィーリング」のように組み合わせた楽曲となっている。レノンが書いたヴァースに基づく仮タイトルは「One Of The Beautiful People」で、そこにマッカートニーが書いた「Baby, You're A Rich Man」というコーラスが加えられ、曲名もマッカートニーが書いた未完成曲から採られた。1980年の『プレイボーイ』誌のインタビューで、レノンは「僕とポールが書いた2つの曲を無理矢理まとめた」と語っている。いずれの楽曲も、ロンドンのキャベンディッシュ・アベニューにあるマッカートニーの自宅で書かれた。
「beautiful people」は、1960年代に登場したヒッピーが自分たちを示す言葉として使用していた用語で、作家のバリー・マイルズは、レノンが書いた楽曲はヒッピーに関する新聞記事からインスピレーションを得たものとしている。なお、マッカートニーはビートルズのマネージャーであるブライアン・エプスタインに向けた楽曲だと考えていた。レノンが書いた歌詞は「ウィズ・ア・リトル・ヘルプ・フロム・マイ・フレンズ」と同様に質疑応答の形式が取られた楽曲で、音楽学者のウォルター・エヴェレットは著書の中で、本作について「名のないブライアン・エプスタインに『美しい人々』の1人になるのはどんな気分かを尋ねている」「この名称は、ヒッピーの集団や最も有名なエンターテイナーと交流する人々の間で使用された」と書いている。レノンは、歌の意味について「誰でも金持ちになれるということ」とし、「重要なのは不平を言うのをやめること。君は金持ちで、僕らはみんな金持ちだ」と説明している。
曲のキーは主にGメジャーで、ミクソリディア旋法が使用されていて、全体的に4分の4拍子となっている。イントロ、2つのヴァースとコーラス、そこから続く3番目のヴァースと繰り返されるコーラスで構成されている。楽曲の随所にインドの伝統音楽を彷彿させるメロディが含まれている。

## レコーディング

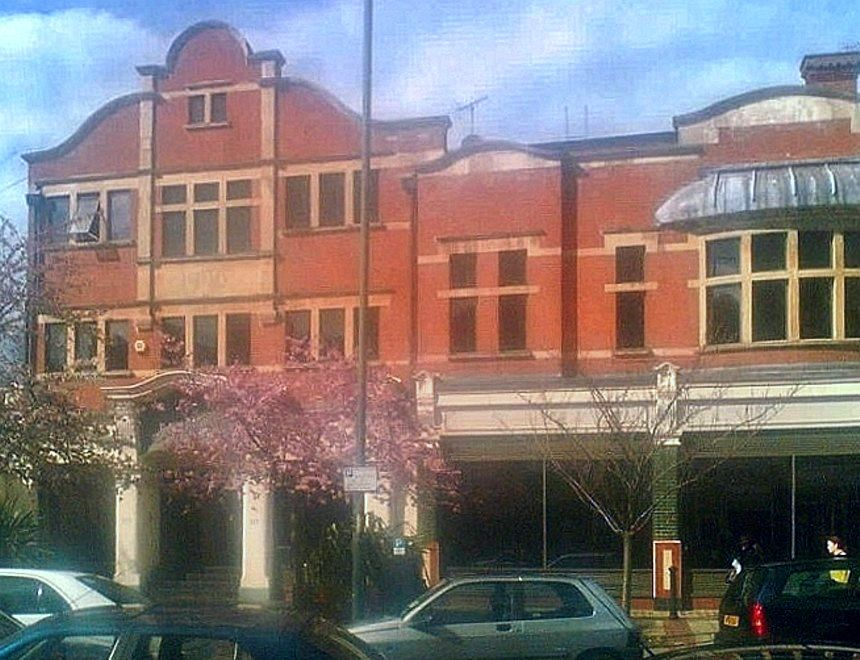
レコーディングで使用されたオリンピック・スタジオ。本作はビートルズが初めてEMIレコーディング・スタジオ以外のスタジオでレコーディングとミキシングを行なった楽曲となった。

「ベイビー・ユーアー・ア・リッチマン」のレコーディングは、アルバム『サージェント・ペパーズ・ロンリー・ハーツ・クラブ・バンド』の完成から、間もない時期に行なわれた。1967年4月に『サージェント・ペパーズ・ロンリー・ハーツ・クラブ・バンド』を完成させたビートルズは、アニメ映画『イエロー・サブマリン』とテレビ映画『マジカル・ミステリー・ツアー』のための新曲の制作に取り組んだ。ビートルズは、ロンドンにあるオリンピック・スタジオで1967年5月11日の午後9時からの6時間のセッションで、「ベイビー・ユーアー・ア・リッチマン」をレコーディングした。アルバム『サージェント・ペパーズ・ロンリー・ハーツ・クラブ・バンド』のセッションでも、EMIレコーディング・スタジオ以外のスタジオを使用した日が存在するが、レコーディングからミキシングまでのすべての作業をEMIレコーディング・スタジオ以外のスタジオで行なったのは本作が初となった。プロデュースはジョージ・マーティンが手がけ、エンジニアはオリンピック・スタジオの管理者であるキース・グラントとエディ・クレイマーが務めた。セッションには、オリンピック・スタジオを定期的に使用していたローリング・ストーンズのミック・ジャガーも参加した。
セッションが行なわれた日と同じ日に、モノラル・ミックスが作成された。楽曲中にはオーボエやシェーナイを彷彿させる音色が聴こえるが、これはレノンが演奏したクラヴィオラインによるもの。音楽学者のウィリアム・エチャードは、クラヴィオラインのパートにおける「歪められた旋律」を本作のサイケデリックな特徴として挙げている。スピンエコー法として知られるフィードバックのディレイによる効果が、ヴァースのフレーズ間で見られる。ベーシック・トラックでは、レノンがピアノを演奏したが、1分45秒から始まるセクションや3番目のヴァースのピアノのパートは、オーバー・ダビング・セッションでマッカートニーが演奏したもの。
1967年4月下旬にアルバム『サージェント・ペパーズ・ロンリー・ハーツ・クラブ・バンド』の完成して以降、バンドメンバーの薬物の摂取やインスピレーションを得るために各々が異なるものに興味を持ちだしたことにより、多くの評論家からメンバーの結束力や熱意の欠如が指摘されていた。これに対し、セッションのエンジニアを務めたクレイマーは「ビートルズの熱意はとても強烈なものだった。…驚くべき創造性の波に乗っていた。よく油を差した機械を見ているようで、まさに素晴らしい物だった」と語っている。また、他のオリンピック・スタジオのスタッフは、グラントとクレイマーが本作におけるレノンのボーカルについて「この曲をそんなに上手に歌えるとは信じられなかった」と称賛していたことを明かしている。クラヴィオラインのパートのほかに、オーバー・ダビング・セッションでは、マラカスとタンバリン、そしてクレイマーのヴィブラフォンが加えられた。ヴィブラフォンの音は、曲が始まって53秒ほどの箇所で確認できる。マッカートニーは、6時間に及ぶセッションについて「かなりエキサイティングなものだった」と振り返っている。
セッション中、レノンはコーラスのフレーズを「Baby, you're a rich fag jew（お前は金持ちのユダヤホモ野郎）」と変えて歌った。ジャーナリストのボブ・スピッツは、ブライアン・エプスタインについてのジョーク、または活動初期のビートルズのトレードマークとなっていたモップ・トップを茶化すものと推測している。

## リリース・評価
「ベイビー・ユーアー・ア・リッチ・マン」は、映画『イエロー・サブマリン』のために作られた楽曲だった。曲の一部が映画で使用されたが、楽曲の初出はイギリスでは1967年7月7日、アメリカでは同月17日に発売されたシングル盤『愛こそはすべて』のB面となった。アメリカではB面ながらチャートインしており、Billboard Hot 100で最高位34位、Cash Box Top 100で最高位60位を獲得した。
本作はA面曲の「愛こそはすべて」やアルバム『サージェント・ペパーズ・ロンリー・ハーツ・クラブ・バンド』と共に、サマー・オブ・ラブのサウンドトラックとして認知され、ビートルズはカウンター・カルチャーのリーダーと見なされることとなった。音楽評論家のイアン・マクドナルドは、本作のクラヴィオラインのパートについて「異国情緒のある魅惑的な線香」と称賛していて、スターのドラミングについて「レイン」に同等なものと称賛している。
アメリカのキャピトル・レコードは、ビートルズの意向に反して、同年11月に発売された『マジカル・ミステリー・ツアー』に、本作を含む1967年に発売されたシングル5曲を収録した。アルバムの発売を急いでいたキャピトル・レコードは、発売時点でステレオ・ミックスが未作成であった関係から、アルバムのステレオ盤に疑似ステレオ・ミックスを収録した。
前述のとおり、1968年に公開されたアニメ映画『イエロー・サブマリン』で曲の一部が使用されたが、翌年に発売された同名のサウンドトラック・アルバムには収録されなかった。映画では、音楽を憎むブルーミーニーズによって防音の球体に閉じ込められたバンドが、ビートルズのメンバーによって救出されるシーンで使用された。

## リミックスやその他のリリース
ジョージ・マーティンとレコーディング・エンジニアのジェフ・エメリックは、1971年にドイツで発売する『マジカル・ミステリー・ツアー』に収録するために、1971年10月22日に初めてステレオ・ミックスを作成した。しかし、当時のミキシングではレコーディング時に導入されていたスピンエコー法が再現することができなかった。イギリスでは1981年12月に発売されたボックス・セット『E.P. Collection』に含まれているボーナスEP『ザ・ビートルズ』で初収録となった。
1999年に発売された『イエロー・サブマリン 〜ソングトラック〜』には、リミックスされた音源が収録された。本作のクラヴィオラインのパートの一部は、2006年に発売された『LOVE』に収録の「ルーシー・イン・ザ・スカイ・ウィズ・ダイアモンズ」で使用され、本作のコーラスの一部が同作に収録の「愛こそはすべて」で使用された。
本作は、2010年に公開されたマーク・ザッカーバーグの伝記映画『ソーシャル・ネットワーク』のエンディングテーマとして使用された。しかし、同年に発売されたサウンドトラック・アルバムには未収録となった。

## クレジット
※出典
ビートルズ
- ジョン・レノン - ダブルトラックのリード・ボーカル、ピアノ、クラヴィオライン
- ポール・マッカートニー - バッキング・ボーカル、ベース、ピアノ
- ジョージ・ハリスン - バッキング・ボーカル、リズムギター、リードギター、ハンドクラップ
- リンゴ・スター - ドラム、タンバリン、マラカス、ハンドクラップ

外部ミュージシャン
- エディ・クレイマー - ヴィブラフォン
- ミック・ジャガー - バッキング・ボーカル

## チャート成績
| チャート (1967年)                      | 最高位 |
| -------------------------------------- | ------ |
| オーストラリア (Go-Set National Chart) | 1      |
| ベルギー (Ultratop 50 Wallonia)        | 1      |
| US Billboard Hot 100                   | 34     |
| US Cash Box Top 100                    | 60     |

## カバー・バージョン
- ファット・ボーイズ（英語版） - 1987年に公開された映画『Disorderlies』に収録[56]。
- P.M.ドーン - 1991年に発売されたアルバム『トゥルー（英語版）』に収録の「ビューティフル」で、本作の「How does it feel to be one of the beautiful people?」というフレーズを引用した[57]。これは、本作のサンプリングの許可が下りなかったことによるもの[58]。
- クーラ・シェイカー - 1997年に発売されたアルバム『Blender Blendha』に収録[59]。